# El Salvador, Durango
El Salvador är en ort i Mexiko.   Den ligger i kommunen Santiago Papasquiaro och delstaten Durango, i den centrala delen av landet, 900 km nordväst om huvudstaden Mexico City. El Salvador ligger 2 069 meter över havet och antalet invånare är 242.
Terrängen runt El Salvador är varierad. Runt El Salvador är det mycket glesbefolkat, med 5 invånare per kvadratkilometer. Närmaste större samhälle är Lozano Zavala, 3,2 km nordväst om El Salvador. Omgivningarna runt El Salvador är i huvudsak ett öppet busklandskap.